# Ready Made
Ready Madeは、日本テレビ系列の深夜ドラマ枠のshin-Dにおいて2001年9月3日から9月24日までテレビ放映された作品である。全4話。	

## 概要
本作が「shin-D」枠最後の作品になっている。同じスタジオに集まったファッション業界に勤める4人の葛藤と前向きに生きていくまでの姿を描いており、1話完結型で4話で構成されている。

## 各話タイトル
- 「♯1「モデル」美咲の場合」
- 「♯2「カメラマン」健二の場合」
- 「♯3「デザイナー」美津子の場合」
- 「♯4「事務員」玲子の場合」

## 主な出演者
- 松尾れい子
- 秋本奈緒美
- 尾野真千子
- 千原ジュニア
- 田上ひろし
- 八木橋修
- 丸山優子
- 子島麻衣子
- 長谷川紀子